# François Christophe Kellermann
François Christophe Kellermann vagy de Kellermann, Valmy első hercege (Wolfbuchweiler an der Tauber (Elzász) 1735. május 28. – Párizs, 1820. szeptember 23.); francia katonatiszt, a napóleoni háborúk hadvezére, Franciaország marsallja, Valmy hercege.

## Élete és pályafutása
1788-ban tábornok lett. A forradalom kitörése után 1792-ben Luckner helyére, a Mosel mellett álló hadsereg parancsnokává nevezték ki. A poroszok elől az argonni-erődig vonult vissza, ahol szeptember 19-én Dumouriez hadtestével egyesült. Szeptember 20-án a híres valmy ágyúzással feltartóztatta és visszavonulásra kényszerítette a poroszokat. Ezért tüntette ki őt Bonaparte Napóleon később, 1804-ben, már császárként a Valmy hercege címmel. A hadjárat befejezése után Lyon ostromát vezette, s mivel felettese, Adam-Philippe de Custine, a „bajszos tábornok”, erélytelenséggel vádolta, 1793-ban fogságba került. Robespierre bukása után kiszabadult, és az alpesi hadsereg vezérletét bízták rá, de kevés alkalma nyílt arra, hogy kitüntesse magát. 1797-ben megszervezte a csendőrséget. 1801-ben a Becsületrend tisztje, 1803-ban pedig a rend elnöke lett. 1806-ban a Felső-Rajnánál megszervezte a nemzetőrséget, 1809-ben pedig az Elba mellett állomásozó megfigyelő hadtest élén állt. 1813-ban a Hanau mellett vívott ütközet után a Metznél egyesített tartalék csapatok parancsnoka lett. 1814-ben a Bourbonokhoz csatlakozott és ennek fejében XVIII. Lajos kinevezte a metzi hadtest hadbiztosává, s a Lajos-rend nagykeresztjével és a pair méltósággal tüntette ki. A száz nap alatt is hű maradt a királyi házhoz, ezért méltóságait a restauráció után is megtarthatta. Szívét kívánsága szerint a valmy csatatéren felállított emlékmű alá temették el. 1892-ben szobrot emelt tiszteletére a Francia Köztársaság ezen a csatatéren.

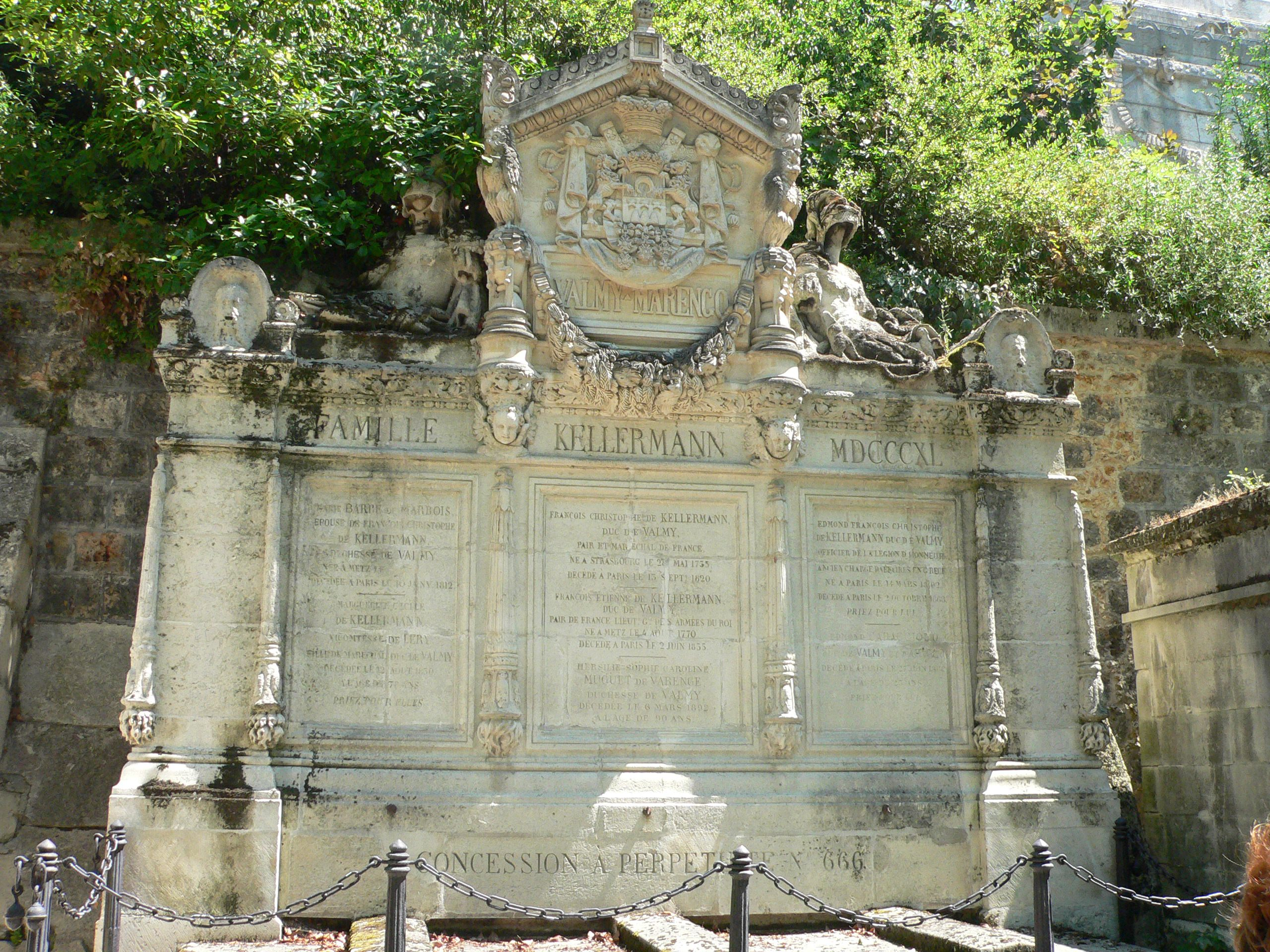
Sírja a Père-Lachaise temetőben
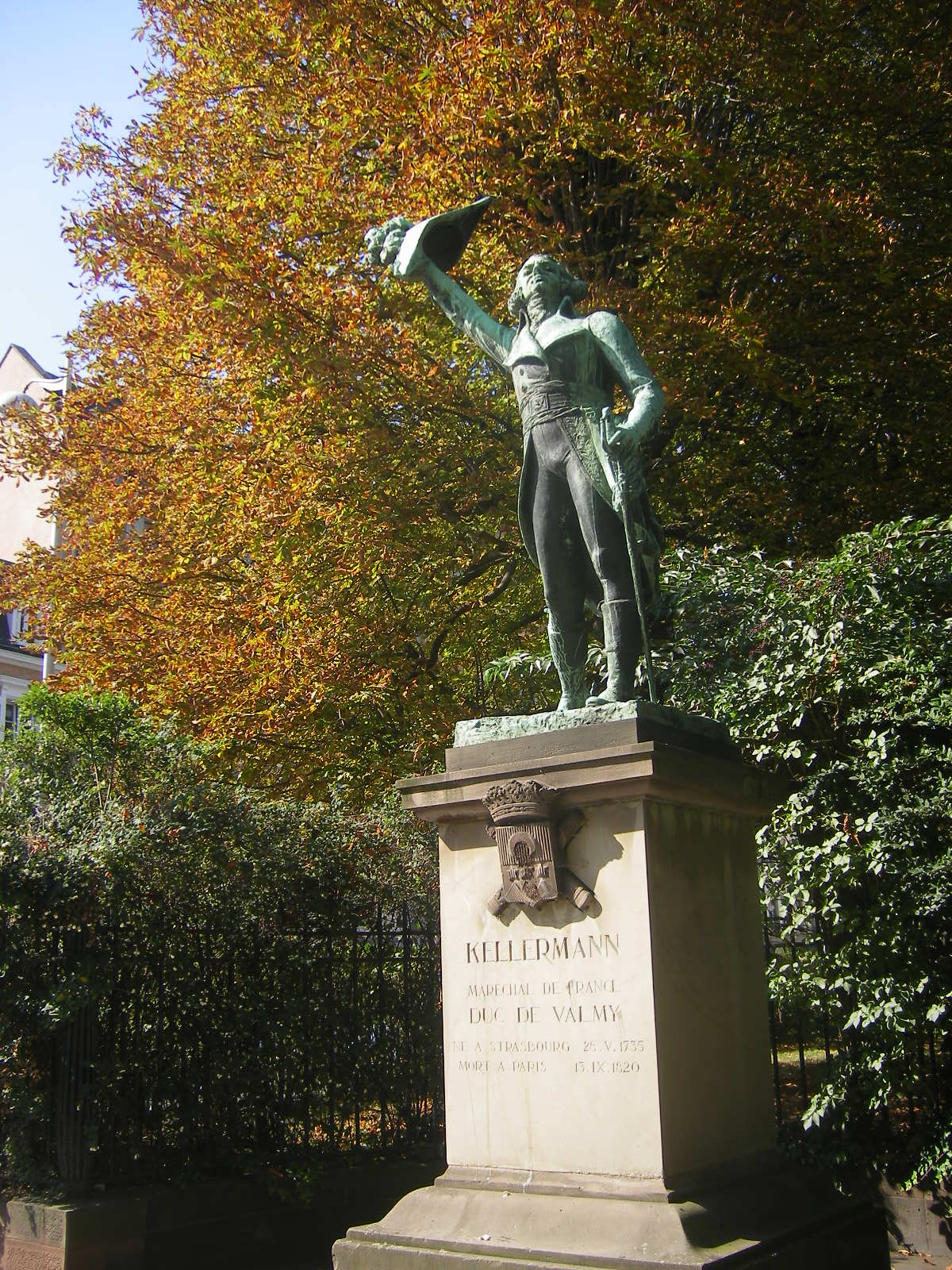
Szobra Strasbourgban